# Цистанхе пустынное
Цистанхе пустынное (лат. Cistanche deserticola) — вид двудольных растений рода Цистанхе (Cistanche) семейства Заразиховые (Orobanchaceae). Впервые описан ботаником Ма Юйчуанем в 1960 году.

## Распространение и среда обитания
Встречается в Китае (провинция Ганьсу, Синьцзян-Уйгурский, Нинся-Хуэйский, Внутренне-Монгольский автономные районы) и Монголии. Предпочитает песчаные участки.

## Ботаническое описание
Травянистое растение высотой 0,4—1,6 м. Стебель диаметром 2—10 см, неразветвлённый либо с 2—4 веточками.
Листья на нижней части стебля яйцевидные или треугольно-яйцевидные; на верхней части — ланцетные либо линейно-ланцетные.
Соцветие колосовидное. Венчик цветка трубчатой формы, бледно жёлто-белый или бледно-фиолетовый (у увядающего цветка — коричневый).
Плод — яйцевидно-шаровидная коробочка, несёт семена эллипсоидной или яйцевидной формы.
Цветёт в мае и июне, плодоносит с июня по август.
Число хромосом — 2n=40.

## Значение
В Китае и Японии в течение многих лет стебель растения используется в качестве тонизирующего средства. Кроме того, Cistanche deserticola обладает слабительным, иммуномоделирующим, антиоксидантным и рядом других лечебных свойств.